# Aire urbaine de Vic-Fezensac
L'aire urbaine de Vic-Fezensac est une aire urbaine française centrée sur la ville de Vic-Fezensac.

## Caractéristiques
D'après la définition qu'en donne l'INSEE en 2010, l'aire urbaine de Vic-Fezensac est composée de 2 communes, toutes situées dans le Gers.
Son pôle urbain est l'unité urbaine de Vic-Fezensac qui représente les mêmes communes.

### Communes
Liste des communes appartenant à l'aire urbaine de Vic-Fezensac selon la nouvelle délimitation de 2010 et sa population municipale en 2010 (liste établie par ordre alphabétique) :
| Nom          | Code Insee | Statut | Superficie (km2) | Population (dernière pop. légale) | Densité (hab./km2) |
| ------------ | ---------- | ------ | ---------------- | --------------------------------- | ------------------ |
| Marambat     | 32231      |        | 9,7              | 424 (2022)                        | 44                 |
| Vic-Fezensac | 32462      |        | 53,94            | 3 578 (2022)                      | 66                 |

## Évolution démographique
L'évolution démographique ci-dessous concerne l'aire urbaine selon le périmètre défini en 2010.
| 1968  | 1975  | 1982  | 1990  | 1999  | 2009  | 2014  | 2015 |
| ----- | ----- | ----- | ----- | ----- | ----- | ----- | ---- |
| 4 293 | 4 321 | 4 259 | 3 998 | 3 941 | 4 060 | 3 994 | -    |